# Mineraal (geologie)

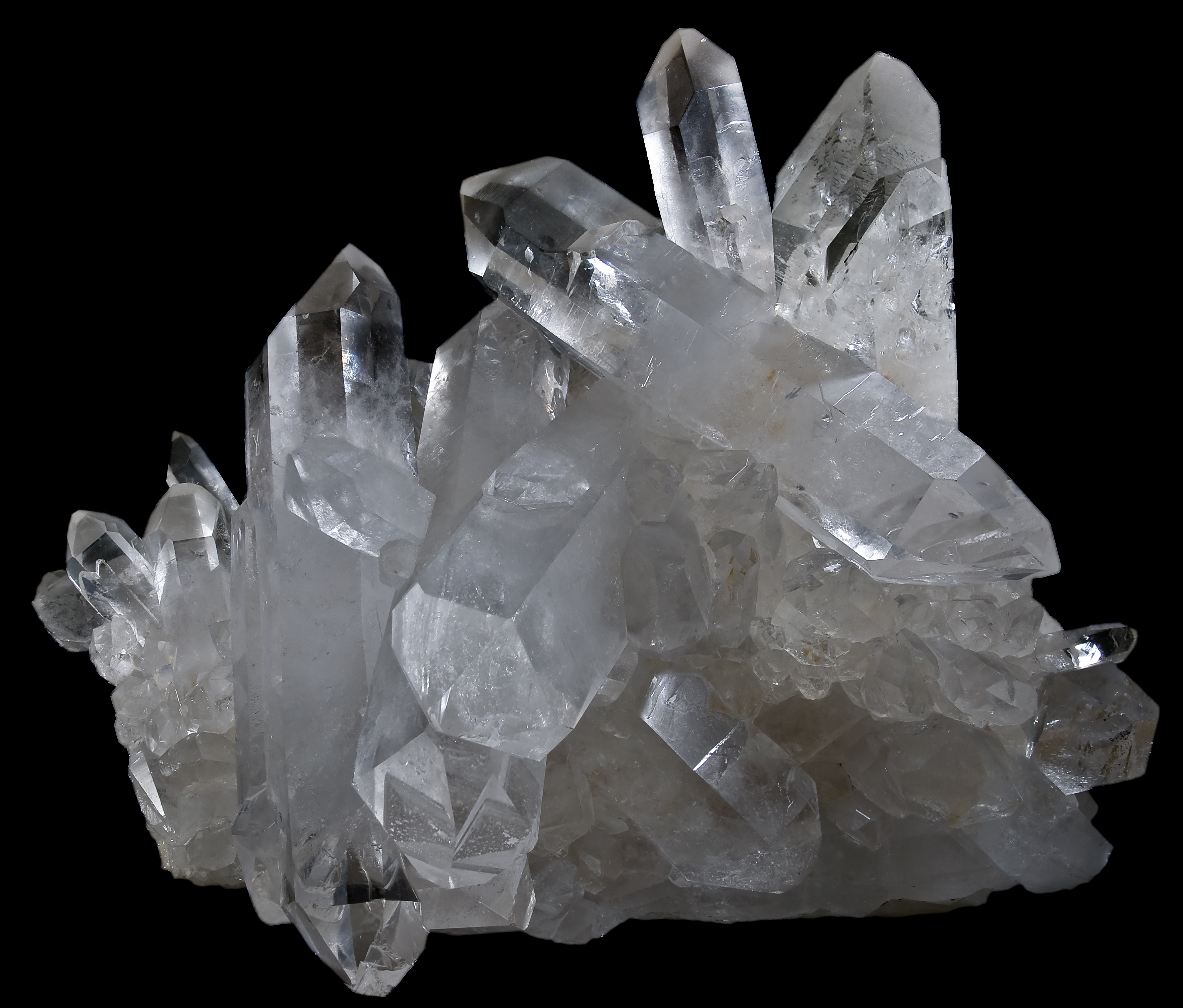
Kwarts, een mineraal dat uit kristallijne silica SiO_{2} bestaat

Een mineraal is een in de natuur voorkomende stof die zichtbaar homogeen van structuur en samenstelling is. Mineralen kunnen samengestelde of enkelvoudige stoffen zijn en de meeste hebben een vaststaande interne structuur in de vorm van een kristalrooster. Er zijn echter ook mineralen die geen kristalrooster hebben, amorf zijn, maar wel homogeen van aard zijn. Zelfs kwik, een vloeistof, wordt als een mineraal gezien. De meeste mineralen ontstaan door geologische of biologische processen, hoewel ook daarop uitzonderingen bestaan. 
De wetenschap die mineralen bestudeert wordt mineralogie genoemd. De mineralogie heeft raakvlakken met geologie, kristallografie, materiaalkunde en scheikunde: binnen al deze wetenschappelijke disciplines is er onderzoek naar de samenstelling en structuur van mineralen.
Mineralen kunnen met het blote oog, dus macroscopisch aan hun habitus of kristalvorm worden herkend. Daaronder vallen hun kleur en de streepkleur, de kleur die zij afgeven wanneer zij worden gekrast, hardheid, smeltgedrag en associatie met andere mineralen. Deze klassieke macroscopische vorm van herkenning vergt veel ervaring en is niet altijd betrouwbaar. Microscopische herkenning biedt zekerheid en is bovendien veel nauwkeuriger. Enkele technieken waarmee mineralen nauwkeurig kunnen worden bestudeerd zijn polarisatiemicroscopie (lichtmicroscopie met gepolariseerd licht), röntgen-poederdiffractie, röntgenfluorescentiespectrometrie, elektronenstraal-microanalyse (elektronmicroprobe) en atomaire-absorptiespectrometrie. In sommige gevallen wordt infraroodanalyse toegepast.

## Onderverdeling

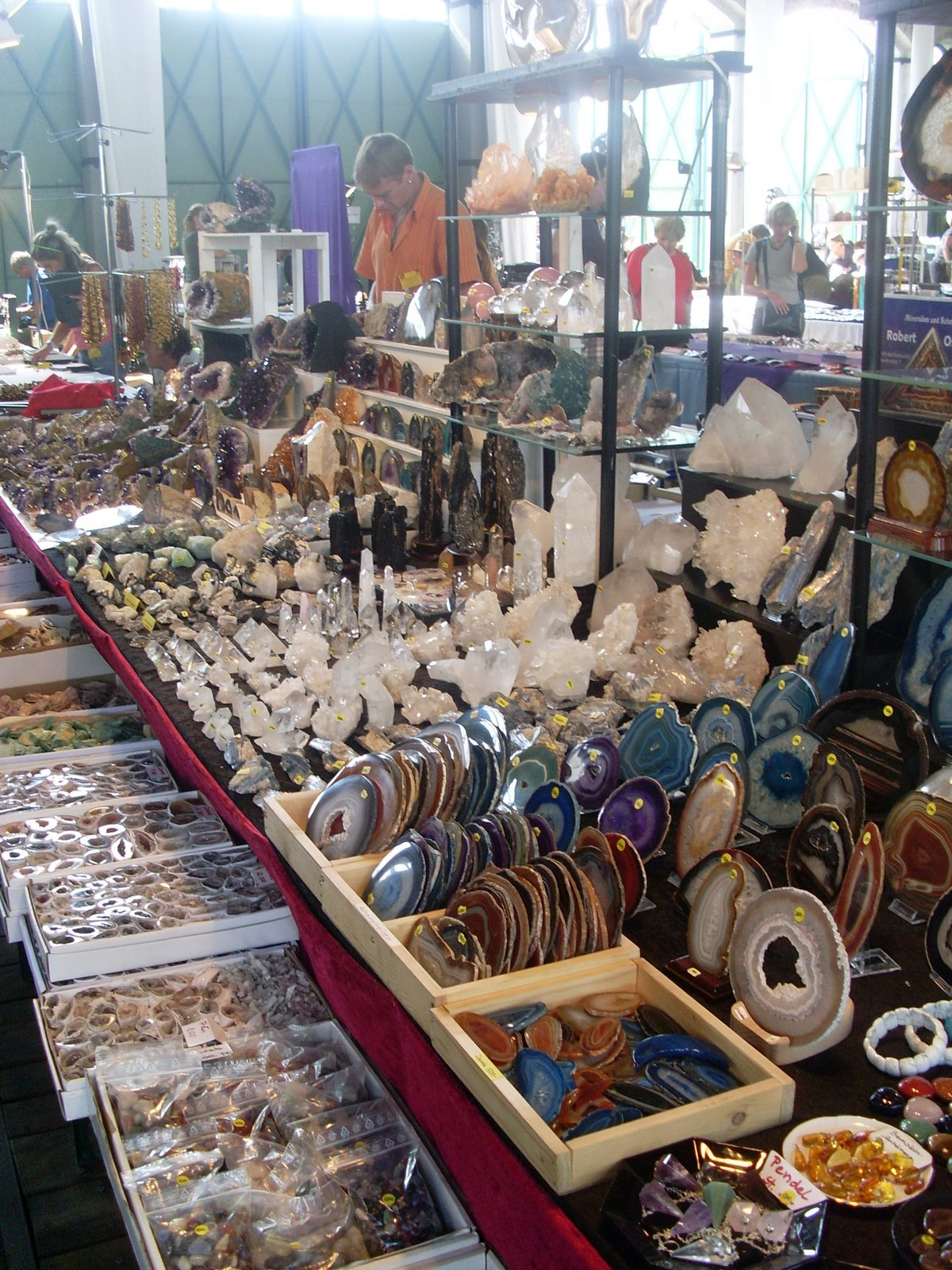
Mineralenbeurs

Mineralen worden in Europa doorgaans volgens de classificatie van Strunz in negen groepen verdeeld. In de Verenigde Staten wordt meestal de indeling volgens Dana gebruikt, waarbij mineralen in 78 groepen worden verdeeld. Elke groep uit de classificatie van Strunz omvat elementen of verbindingen met een specifieke structuur:
1. elementen: de natuurlijk voorkomende elementen, nog verder onderverdeeld in
  - metalen, zoals kwik, zilver, goud, platina, lood, tin, zink, ijzer
  - niet-metalen, zoals arseen, koolstof, zwavel en antimoon
2. sulfiden en verwanten
  - sulfiden, zoals pyriet FeS2 en cinnaber HgS
  - seleniden, zoals bornhardtiet Co3Se4
  - telluriden, zoals tetradymiet Bi2Te2S
  - arseniden, zoals saffloriet CoAs2
  - antimoniden, zoals dyskrasiet Ag3Sb
3. halogeniden, verbindingen met halogenen, zoals haliet (keukenzout, NaCl), ferruciet en mendipiet
4. oxiden en hydroxiden, zoals cupriet Cu2O, bruciet (magnesiumhydroxide Mg(OH)2), diaspoor AlO(OH)
5. verbindingen met zuurstof 'in drieomringing', hier bestaat het polyatomisch anion uit een centraal deeltje omringd door drie zuurstofdeeltjes, zoals
  - boraten, met BO33−
  - nitraten, met NO3−
  - jodaten, met IO3−
6. verbindingen met zuurstof 'in vieromringing' met een element uit groep 6 en 16, hier bestaat het anion uit een centraal deeltje piramidaal omringd door vier zuurstofdeeltjes, zoals
  - sulfaten
  - chromaten
  - wolframaten
  - molybdaten
  - vanadaten
7. verbindingen met zuurstof 'in vieromringing' met een element uit groep 5 en 15, hier bestaat het anion uit een centraal deeltje piramidaal omringd door vier zuurstofdeeltjes, zoals
  - fosfaten
  - arsenaten
8. silicaten, die uit regelmatige viervlakken van siliciumdioxide SiO4 bestaan. Deze viervlakken kunnen los voorkomen, in paren, in kettingvorm, in lagenvorm of driedimensionaal worden gebonden.
9. sommige organische verbindingen, vooral geologische koolwaterstoffen, dat zijn aardolie, steenkool en biologische koolwaterstoffen of terpenen, in de vorm van plantenharsen.

## Eigenschappen
- op atomair niveau
  - kristalstelsel
  - kristalstructuur
- macroscopisch
  - breuk
  - glans
  - hardheid
  - kleur
  - kleur van de vlam
  - magnetisme
  - opaciteit
  - oplosbaarheid
  - radioactiviteit
  - smeltgedrag
  - splijting
  - streepkleur

De macroscopische eigenschappen worden gemeten op het niveau van de habitus of kristalvorm. De hardheid wordt weergegeven aan de hand van de hardheidsschaal van Mohs. Lichtdoorlaatbaarheid en opaciteit zijn synoniem.

## Verenigingen
- International Mineralogical Association
- Nederlandse Lapidaristen Club
- Mineralogische Kring Antwerpen v.z.w.

## Lijsten
- Lijst van mineralen
- Lijst van naar een persoon genoemde mineralen